# La Vallée, Charente-Maritime

La Vallée este o comună în departamentul Charente-Maritime, Franța. În 1 ianuarie 2022 avea o populație de 683 de locuitori.